# Sabine Kudera
Sabine Kudera (* 30. August 1942 in Hannover) ist eine deutsche Soziologin, emeritierte Hochschulprofessorin der Universität der Bundeswehr München und Kommunalpolitikerin der SPD.
Sabine Kudera geb. Jacubasch wuchs in Hamburg-Bergedorf auf. Abitur machte sie auf dem Zweiten Bildungsweg. Nach ihrem Studium an der Ludwig-Maximilians-Universität München bei Karl Martin Bolte befasste sie sich mit Fragen der Arbeitssoziologie und des Sozialen Wandels. 1983 wurde sie an die Hochschule der Bundeswehr München berufen.

## Kommunalpolitische Laufbahn
Im Jahr 1965 trat sie in die SPD ein. 1989 wandte sie sich der Politik zu und wurde zur Ersten Bürgermeisterin von Ottobrunn gewählt. Als weibliche Sozialdemokratin stellte sie in der ansonsten CSU-dominierten Gemeinde eine Ausnahmeerscheinung dar. In den Jahren 1995 und 2001 wurde sie wiedergewählt, trat jedoch 2007 nicht erneut zur Wahl an. Von der Gemeinde Ottobrunn wurde ihr der Ehrentitel Altbürgermeisterin verliehen.
Im Jahr 2010 gründete sie den Ottobrunner Kontaktkreis Siebenbürgen/Rumänien e. V. Im August 2017 wurde sie nach einem Beschluss des Ottobrunner Gemeinderats zur Ehrenbürgerin ernannt. Sie lebt in Ottobrunn.

## Publikationen (Auswahl)
- Arbeitnehmer in der Industriegesellschaft : berufssoziolog. Aspekte (mit Karl Martin Bolte, Michael Brater). Stuttgart/Berlin/Köln/Mainz: Kohlhammer, 1974. ISBN 3-17-027010-9.
- Arbeit und Beruf : zur Bedeutung d. Erwerbstätigkeit für Individuum u. Gesellschaft. München: Ehrenwirth, 1976. ISBN 3-431-01789-4.
- Organisationsstrukturen und Gesellschaftsstrukturen: Thesen zu einer gesellschaftsbezogenen Reorientierung der Organisationssoziologie.  In: Soziale Welt, 28. Jg., Nr. 1/2, 1977, S. 16–38.
- Kohortendifferenzierte Lebensverläufe und Arbeits-, Lebens- und politische Orientierungen: untersucht am Beispiel von Postbeamten d. mittleren Dienstes (Abschlussbericht DFG-Forschungsprojekt, mit Rita Müller und Franz Riedmiller). München-Neubiberg: Univ. d. Bundeswehr, Inst. für Soziologie u. Gesellschaftspolitik, 1984. DNB 860472280
- Sozialer Wandel und Kohortenschicksal in: Stefan Hradil (Hg.): Sozialstruktur im Umbruch. K. M. Bolte zum 60. Geburtstag., Opladen: Leske + Budrich, 1985, S. 165–180.
- Empirische Befunde zur Kleinbürgerlichkeit heute (Abschlussbericht DFG-Projekt). München-Neubiberg: Univ. d. Bundeswehr, Inst. für Soziologie u. Gesellschaftspolitik, 1988. DNB 890299854
- Politische Kleinbürgerlichkeit – Ein empirischer Beitrag zur Analyse politischen Bewußtseins in der Bundesrepublik Deutschland in: Zeitschrift für Soziologie, 17. Jg. 17, Nr. 4, 1988, S. 249–263, auch online.